# 小林弘利
小林 弘利（こばやし ひろとし、1960年3月29日 -）は、日本の脚本家、小説家。東京都出身。工科芸術学院映画芸術科卒業。

## 来歴
25歳の頃（1985年頃）、映画監督の小中和哉からの依頼により、青少年向けのSF映画作品『星空のむこうの国』の脚本を手がけたことをきっかけとして、同作のノベライズ版となる同名のジュブナイル小説を執筆した。とりもなおさず、同作がそのまま脚本家および作家としての処女作となる。
新井素子と並んで初中期のコバルト文庫を牽引した作家として有名（そもそも小林に作家業を勧めコバルトでデビューさせたのが新井である）であり、日本の青少年向け小説のジャンルがジュブナイルからライトノベルへと発展・移行する過渡期の作家の一人。
なお、先述の小中を筆頭に今関あきよしおよび犬童一心、手塚眞らとは自主映画製作時代からの知人である。実は彼らの無名時代の自主映画のいくつかにも脚本などスタッフとして参加している。
一方、脚本家としてのキャリアもあり、年に1、2本の映画脚本をコンスタントに手がけている。その多くは「SF」「ジュブナイル」「美少女」と、デビュー作である「星空のむこうの国」のプロットを、何らかの形で受け継いだものになっている。
「女性の感覚を大切にしたい」と常々言っており、女性ライターとのコラボレーションした作品も多い。
2009年日本シナリオ作家協会でのシナリオ講座基礎科にて初の教鞭をとる。

## 作品リスト

### 小説

#### 徳間アニメージュ文庫
- 弾丸少年（キャノンボーイ）（全2巻）
- ふしぎの海のナディア
  - ふしぎの海のナディア 上・中・下
  - NADIA THE MOVIE ふしぎの海のナディア 海から来た妖精
  - ナディアストーリーズ
    - 1.ジャンとナディアのいちばん長い日
    - 2.ふしぎの森のマリー
- 真夜中不思議族（まよなかファンタジアン）

##### 徳間文庫
- 夜空を駆けるギャングたち

#### 集英社コバルト文庫
- 星空のむこうの国
- いつか やさしい雨が
- タイム・トラブル・プリンセス
- 聖クレア・ファンタジー
  - 月が魔法をかけた夜
  - 風と天使がおどる夏
  - 虹の彼方につづく道
  - 旅の神話をつなぐ空
  - 夢の秘宝にかわる花 -デイリー・タイムス・ミステリー-
- 海の回転木馬（メリーゴーラウンド）
- ほうき星に流されて
- 童話を胸に抱きしめて（全4巻）
- こころを女神に
- 緑の草原 大きな樹
- 雨ふる午後におまじない
- サウンド・オブ・サイレンス
- 遥かなる星の約束
- 魔法の瞳に逢いたくて
- 冬を旅するマイ・フレンド
- 野原シリーズ 
  - 野原が生まれた日
  - 野原が眠る午後
  - 野原は風に消えて
  - 野原が輝く季節

#### スーパーファンタジー文庫
- 東京キングダム（全2巻）

#### 角川スニーカー文庫
- 水曜日にまた逢おう
- HEY！スピルバーグ
- 風たちの水平線
- キッドナップ・ナイト
- バード・ウォッチング・エピソード
  - カーテンコールは青空に
  - ラヴ・コールが聞こえますか
  - 歌声でコール・ミー

#### その他
- East meets west 幕末渡米使節外伝（ワニブックス）
- ナイトビューティー（ソノラマ文庫、全2巻）
- 映画『RAILWAYS 49歳で電車の運転士になった男の物語』ノベライズ（小学館文庫）
- 怪奇大作戦 ミステリー・ファイル ノベライズ（角川文庫）
- 映画『東京スカイツリー®世界一のひみつ』（角川つばさ文庫）

### 評論

#### 共著
- 映画で見る20世紀 : 1900-2001 『1900年』から『2001年宇宙の旅』まで ビデオで楽しむ現代史 筈見有弘 小林弘利、 須賀隆 著 朝日ソノラマ 1995

### 脚本

#### 実写映画
- 赤いカラスと幽霊船（小中和哉監督）
- アイコ16歳（今関あきよし監督） - 脚本補佐として参加。今関名義でノンクレジット
- first love 雨鱒の川（磯村一路監督）
- エコエコアザラク（鈴木浩介監督）
- グリーン・レクイエム（今関あきよし監督）
- 死に花（犬童一心監督）
- ゼニ学シリーズ（前田哲監督）
- 全国制覇テキ屋魂シリーズ（鈴木浩介監督）
- 東京爆弾（鈴木浩介監督）
- trancemission（高橋栄樹監督）
- ドリームメーカー (菅原浩志監督)
- 八月の虹（中野裕之監督）
- 二人が喋ってる。（犬童一心監督）
- 星空のむこうの国（小中和哉監督） - デビュー作
- 赤んぼ少女（2008年、山口雄大監督）
- 録音霊（鈴木浩介監督）
- ネガティブハッピー・チェーンソーエッヂ（2008年）
- L change the WorLd（2008年）
- Sweet Rain 死神の精度（2008年）
- ブタがいた教室（前田哲監督）
- 花婿は18歳（2009年）
- RAILWAYS 49歳で電車の運転士になった男の物語（2010年）
- わさお（2011年）
- 恐怖のツイート つぶやく谺（2011年）
- RAILWAYS 愛を伝えられない大人たちへ（2011年）
- シグナル〜月曜日のルカ〜（2012年）
- 東京スカイツリー 世界一のひみつ（2012年）
- 監禁探偵（2013年）
- 生贄のジレンマ 上・中・下（2013年）
- 江ノ島プリズム（2013年）
- 少女は異世界で戦った（2014年、金子修介監督）
- 先生と迷い猫（2015年）
- MAX THE MOVIE（2016年、山口雄大・おおかわらと共同脚本）
- 桜ノ雨（2016年）
- 劇場版 ウルトラマンX きたぞ!われらのウルトラマン（2016年、中野貴雄・小林雄次と共同脚本）
- 星空のむこうの国（2021年、小中和哉監督）
- Memories（2021年、今関あきよし監督)
- Dear Moon（2021年、今関あきよし監督)
- 青すぎる、青（2023年、今関あきよし監督)
- しまねこ（2024年9月7日公開予定、今関あきよし監督)

#### テレビドラマ
- 小京都ミステリー22（1998年、日本テレビ）
- アザミ嬢のララバイ（2010年、毎日放送）
- その街の今は（2010年、関西テレビ） - 文化庁芸術祭参加、ギャラクシー賞奨励賞
- ピロートーク〜ベッドの思惑〜（2012年、関西テレビ）
- 怪奇大作戦 ミステリー・ファイル（2013年、NHKエンタープライズ・円谷プロダクション）- 第1話・第4話、ノベライズ担当
- Y・O・U やまびこ音楽同好会（2013年、関西テレビ）
- ウルトラマンギンガS（2014年、テレビ東京） - 第5話・第15話担当
- ウルトラマンX（2015年、テレビ東京） - 小林雄次・中野貴雄・黒沢久子と共同シリーズ構成
- 大阪環状線 ひと駅ごとの愛物語（2016年、関西テレビ） - シリーズ構成
  - 大阪環状線 ひと駅ごとの愛物語 Part2（2017年） - シリーズ構成
- ウルトラマンオーブ（2016年、テレビ東京） - 第5話・第8話・第15話担当
- ウルトラマンR/B（2018年、テレビ東京） - 第9話担当
- ウルトラマンタイガ（2019年、テレビ東京） - 第11話・第12話・第21話担当
- 探偵・由利麟太郎（2020年、関西テレビ）
- 超速パラヒーロー ガンディーン（2021年、NHK総合） - 第3話担当[1]

#### Webドラマ
- ウルトラマンオーブ THE ORIGIN SAGA（2016年 - 2017年、Amazonプライム・ビデオ） - 林壮太郎・小中和哉と共同シリーズ構成

#### アニメーション
- 憶病なヴィーナス（角銅博之監督）
- ミラクル☆ガールズ（シリーズ構成）
- アストロボーイ・鉄腕アトム（脚本[2]）
- アタゴオルは猫の森（脚本）
- ブラック・ジャック（脚本）
- 火の鳥・未来編（脚本）
- 劇場版　シルバニアファミリー　フレアからのおくりもの（脚本、2023年）

#### 朗読劇
- ユンカース・カム・ヒア 〜しゃべる犬と小さなキセキの物語〜（2012年） - 脚本担当

### 出演
- ナイトクルージング（佐々木誠監督）